# Louis Delaporte
Louis Delaporte, född okänt år, död i december 1701 i Stockholm, var en fransk ornamentist och bildhuggare.
Delaporte blev tillsammans med René Chauveau och Joseph Jacquin inkallade 1693 till slottsbygget i Stockholm. Delaporte arbetade bland annat med de i gips gjutna figural dekorationerna som finns i Slottskyrkan. Han var gift med Jeanne Fremery som inför det nya århundradet tillverkade en rad morianmasker som användes under sekelskiftets firande på de stora maskeraderna. 